# Коксуський район
Коксу́ський район (каз. Көксу ауданы, рос. Коксуский район) — адміністративна одиниця у складі Жетисуської області Казахстану. Адміністративний центр — село Балпик-бі.

## Історія
Утворений 8 травня 1944 року як Кіровський у складі Талди-Курганської області. 1993 року перейменовано у сучасну назву. 1997 року — у складі Алматинської області.

## Населення
Населення — 41898 осіб (2021; 38417 у 2009, 40105 у 1999, 44819 у 1989).
Національний склад (станом на 2010 рік):
- казахи — 31321 особа (77,75%)
- росіяни — 5526 осіб (13,72%)
- азербайджанці — 1309 осіб (3,25%)
- корейці — 539 осіб
- татари — 363 особи
- німці — 338 осіб
- уйгури — 261 особа
- чеченці — 172 особи
- українці — 96 осіб
- узбеки — 44 особи
- греки — 42 особи
- білоруси — 35 осіб
- поляки — 23 особи
- киргизи — 14 осіб
- турки — 12 осіб
- дунгани — 3 особи
- курди — 1 особа
- інші — 187 осіб

## Склад
До складу району входять 10 сільських округів:
| Поселення                     | Площа, км² | Населення, осіб (1989) | Населення, осіб (1999) | Населення, осіб (2009) | Населення, осіб (2021) | Центр           | Населені пункти |
| ----------------------------- | ---------- | ---------------------- | ---------------------- | ---------------------- | ---------------------- | --------------- | --------------- |
| Айнабулацький сільський округ | -          | 1777                   | 1276                   | 1139                   | 1081                   | Айнабулак       | 4               |
| Алгабаський сільський округ   | -          | 2133                   | 2157                   | 2071                   | 1915                   | Алгабас         | 2               |
| Балпицький сільський округ    | -          | 16692                  | 14075                  | 14520                  | 18692                  | Балпик-бі       | 3               |
| Єнбекшинський сільський округ | -          | 3051                   | 3219                   | 3151                   | 2965                   | Зиліхи Тамшибай | 4               |
| Жарлиозецький сільський округ | -          | 2358                   | 2300                   | 2384                   | 2526                   | Жарлиозек       | 3               |
| Кабиліський сільський округ   | -          | 2175                   | 1665                   | 1199                   | 1295                   | Актекше         | 2               |
| Лабасинський сільський округ  | -          | 5270                   | 6311                   | 5333                   | 5065                   | Мамбет          | 4               |
| Муканшинський сільський округ | -          | 6222                   | 4345                   | 3936                   | 3774                   | Коксу           | 5               |
| Мукринський сільський округ   | -          | 2953                   | 3014                   | 3040                   | 2914                   | Акин-Калка      | 2               |
| Мусабецький сільський округ   | -          | 2188                   | 1743                   | 1644                   | 1671                   | Мусабек         | 5               |

## Найбільші населені пункти
Населені пункти з чисельністю населення понад 1000 осіб:
| №  | Населений пункт | Населення, осіб (1989) | Населення, осіб (1999) | Населення, осіб (2009) | Населення, осіб (2021) |
| -- | --------------- | ---------------------- | ---------------------- | ---------------------- | ---------------------- |
| 1  | Балпик-бі       | 16 692                 | 12 145                 | 12 654                 | 16 781                 |
| 2  | Акин-Калка      | 2 314                  | 2 471                  | 2 777                  | 2 510                  |
| 3  | Коксу           | 1 994                  | 2 121                  | 2 007                  | 2 060                  |
| 4  | Мамбет          | 2 040                  | 2 439                  | 1 991                  | 2 017                  |
| 5  | Алгабас         | 1 291                  | 1 489                  | 1 380                  | 1 402                  |
| 6  | Зиліхи Тамшибай | 1 501                  | 1 705                  | 1 519                  | 1 386                  |
| 7  | Жарлиозек       | 1 130                  | 1 131                  | 1 164                  | 1 186                  |
| 8  | Талапти         | 1 131                  | 1 255                  | 1 488                  | 1 162                  |
| 9  | Мусабек         | 1 375                  | 1 126                  | 1 102                  | 1 111                  |
| 10 | Теректи         | -                      | 1 066                  | 1 034                  | 1 073                  |